# Stenia ambialis
Stenia ambialis là một loài bướm đêm trong họ Crambidae.